# Falles

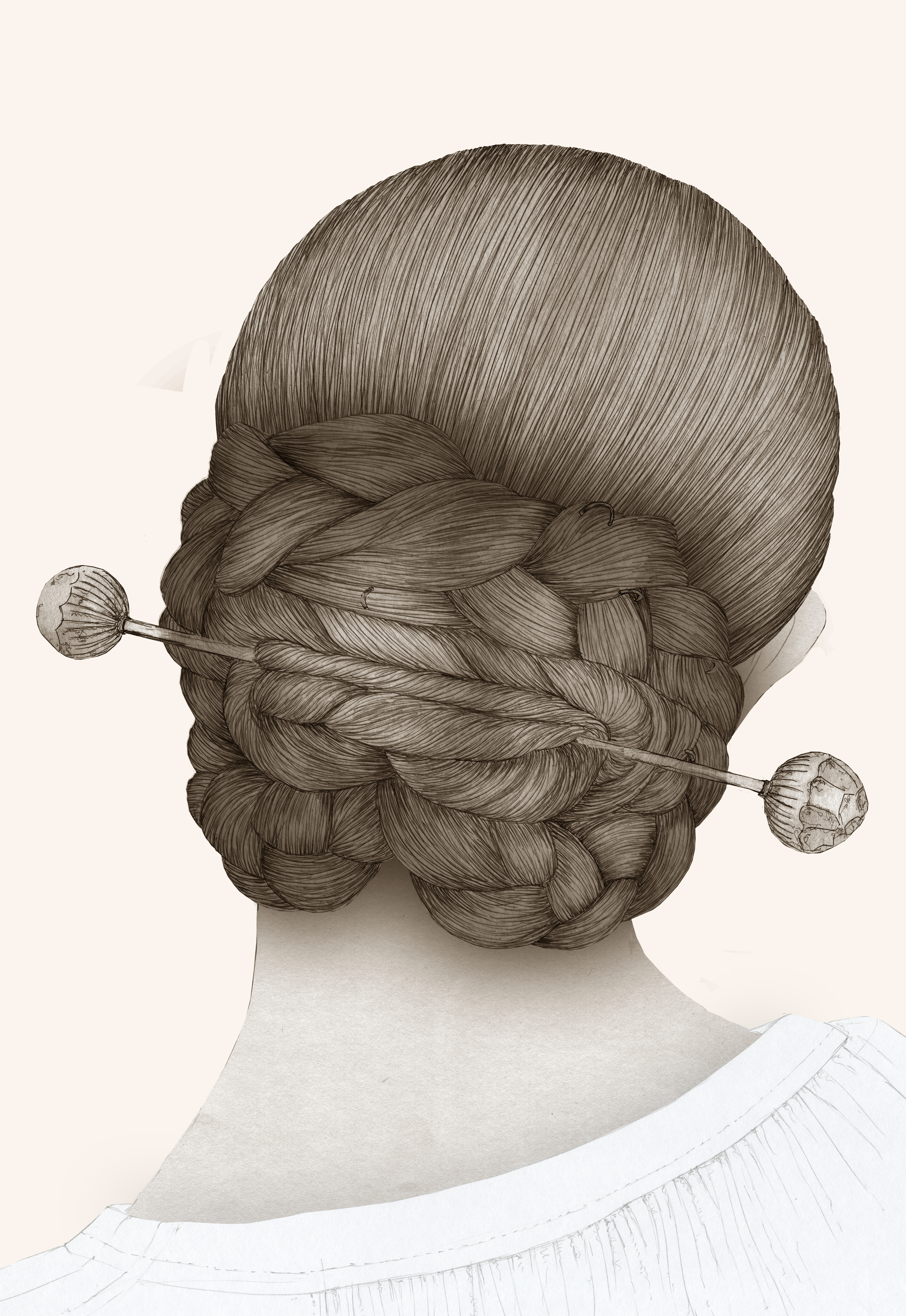
Monyo de valenciana. Il·lustració del Museu Valencià d'Etnologia.

Les falles o falles de Sant Josep són la setmana de festa de la ciutat de València, durant les quals es planten i es cremen les falles (vegeu Falla). També se celebra en uns noranta municipis del País Valencià sobretot concentrats a la regió de València. La festa no té sentiment religiós malgrat la seua relació amb Sant Josep. Es tracta d'una festa de gran tirada turística, que cada any rep gent de tot el món per veure les falles plantades al carrer, l'espectacle de llums, les mascletades, el llançament de focs artificials i, l'última de les nits, la famosa cremà o crema, on cada any es cala foc a més de 1.000 falles, amb la qual cosa es crea un espectacle que el 30 de novembre de 2016 va ser declarat Patrimoni Cultural Immaterial de la Humanitat per part de la UNESCO. Cada any, milers de falleres vesteixen el vestit regional per omplir València de colors i es pentinen els monyos típics, per desfilar a l'ofrena on ofereixen rams de clavells a una estàtua de la Mare de Déu dels Desemparats als que formen un mantell de quinze d'altura, participen en l'ofrena vora 100.000 de fallers, que desfilen des de tots els punts de l'àrea metropolitana de València fins a arribar a la plaça.
En valencià medieval, la paraula falla servia per anomenar les torxes que es col·locaven dalt de les torres de vigilància. Deriva del llatí facula, torxa. Al Llibre dels Fets, se cita que les tropes del rei en Jaume portaven falles per il·luminar-se.
Es caracteritzen fonamentalment perquè es planten als carrers monuments o escultures, denominades falles, fetes, tradicionalment, de fusta i cartó, malgrat que avui dia es fan majoritàriament de poliestirè i fusta. Aquests monuments han d'estar plantats abans del dia 16 de març de matí (nit del 15, la Plantà) i es cremen quatre dies després, la nit del dia de Sant Josep, a la mitjanit (nit de la cremada). Es caracteritzen també per la massiva presència de música, en forma de bandes de música pels carrers, i de coets, en totes les seues formes (masclets, focs d'artifici, etc.) i a tota hora. Moltes activitats s'organitzen pels casals fallers, sent els seus membres els fallers. Els fallers s'engalanen amb una vestimenta tradicional, que per a les dones és el vestit de fallera, amb delicats brodats, i pentinats clàssics de la dona valenciana. Per als hòmens és més senzill i pot ser un brusó i un mocador (llaurador), el vestit de gala (col·loquialment denominat panderola, pel seu color negre) o cada dia més sovint amb el vestit de Saragüells o Torrentí.
Encara que les activitats falleres se celebren amb més intensitat des del 15 al 19 de març, les activitats falleres comencen pràcticament des d'acabades les anteriors, amb presentacions de falleres, l'elecció de la Fallera Major i Fallera Major Infantil, la Crida, i les mascletades.
Les festes falleres són originàries de la ciutat de València, ja l'any 1784 existeix documentació on les autoritats municipals prohibeixen cremar falles als carrers estrets de la ciutat i obliga a fer-ho en les places suficientment amples, però avui dia se celebren també en altres ciutats i pobles del País Valencià. Les primeres ciutats de les quals hi ha constància que plantaven falles són de finals del segle xix a Xàtiva (1865), Gandia i Sueca (1876) i Alzira (1889) i posteriorment es popularitzaren i s'estengueren a altres ciutats durant els anys 20 del segle xx cas de Sagunt (1926), Dénia (1927), Borriana (1928) o Elda (1929) on se celebren la segona setmana de setembre tot i que anteriorment es cremaven la Nit de Sant Joan. Cal recordar que també en eixa època, concretament l'any 1928 comencen a plantar-se, a la manera de com es feia a València amb les falles, les Fogueres d'Alacant i igualment passa a partir de 1933 a Tarragona, arribant a plantar-se sis falles i trencant la Guerra Civil espanyola la tradició.
Més tard al llarg del segle xx, començaren a plantar-ne falles també a municipis com Benaguasil (1952), Benicarló (1973) o la Vall d'Uixó (1982). Altres poblacions on es planten falles són Vilamarxant, Torrent, Llíria, Riba-roja, L'Eliana, La Pobla de Vallbona, Casinos, Sueca, Algemesí, Carcaixent, Cullera, Benidorm, Xirivella, Quart de Poblet, Alaquàs, Mislata i molts altres entre els quals la majoria de municipis de les comarques de l'Horta i el Camp de Túria, i fins i tot a altres països (Argentina).
A València existeix la Junta Central Fallera, que organitza i regula tots els festejos. Existeixen moltes categories per a la competició de diferents premis a les falles (general, enginy i gràcia, enllumenat, etc.) i es planten dos tipus de falles, les normals o grans, i les infantils, en correspondència a l'existència d'una fallera major i una fallera major infantil per cada casal faller.
Les categories de les falles són: apologètica, humorística i moral (amb els subtipus: de crítica general, de crítica eròtica i de caràcter veïnal.

## Història

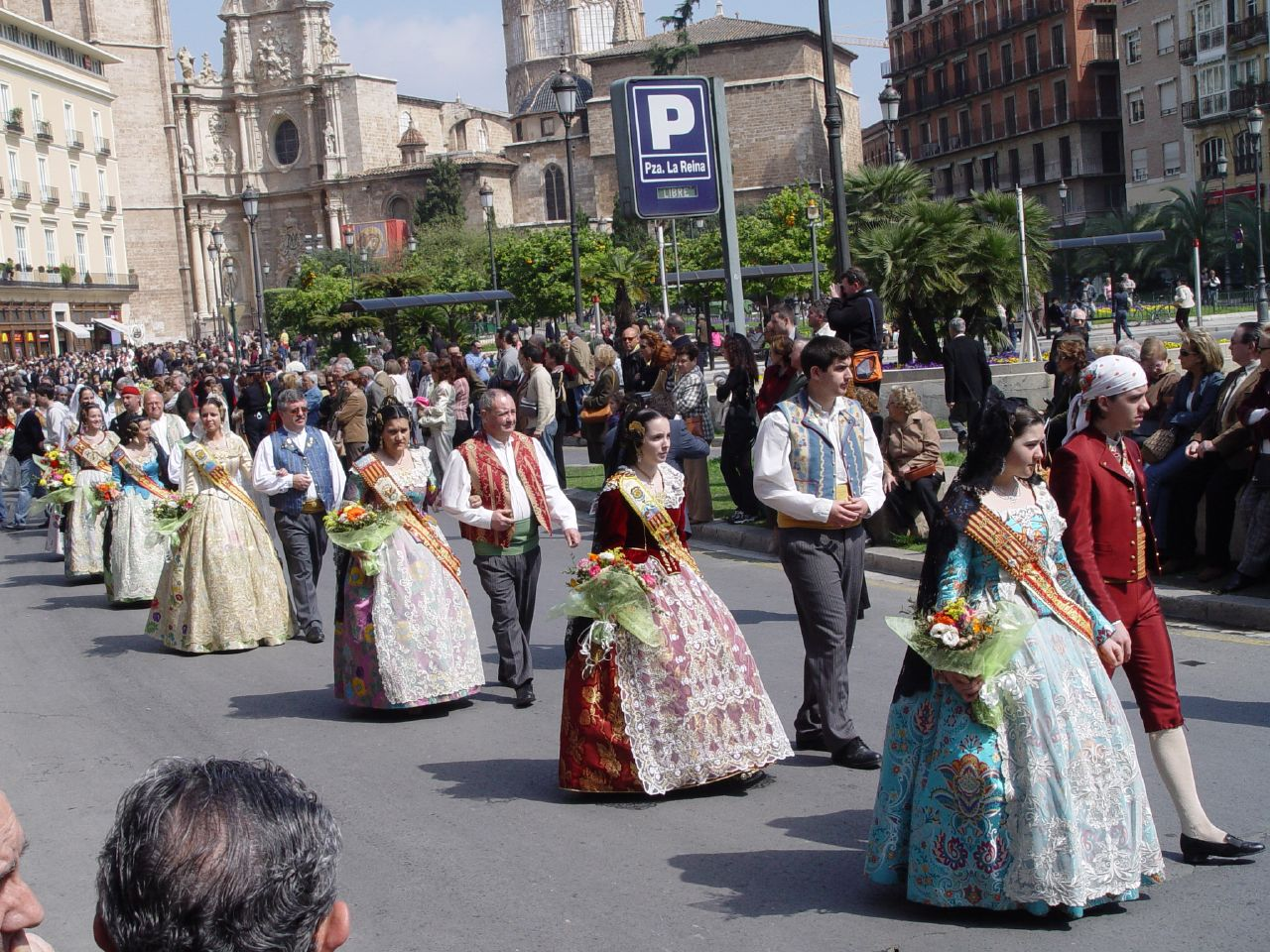
Els fallers i falleres desfilant.

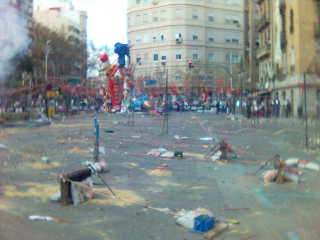
La Mascletà.

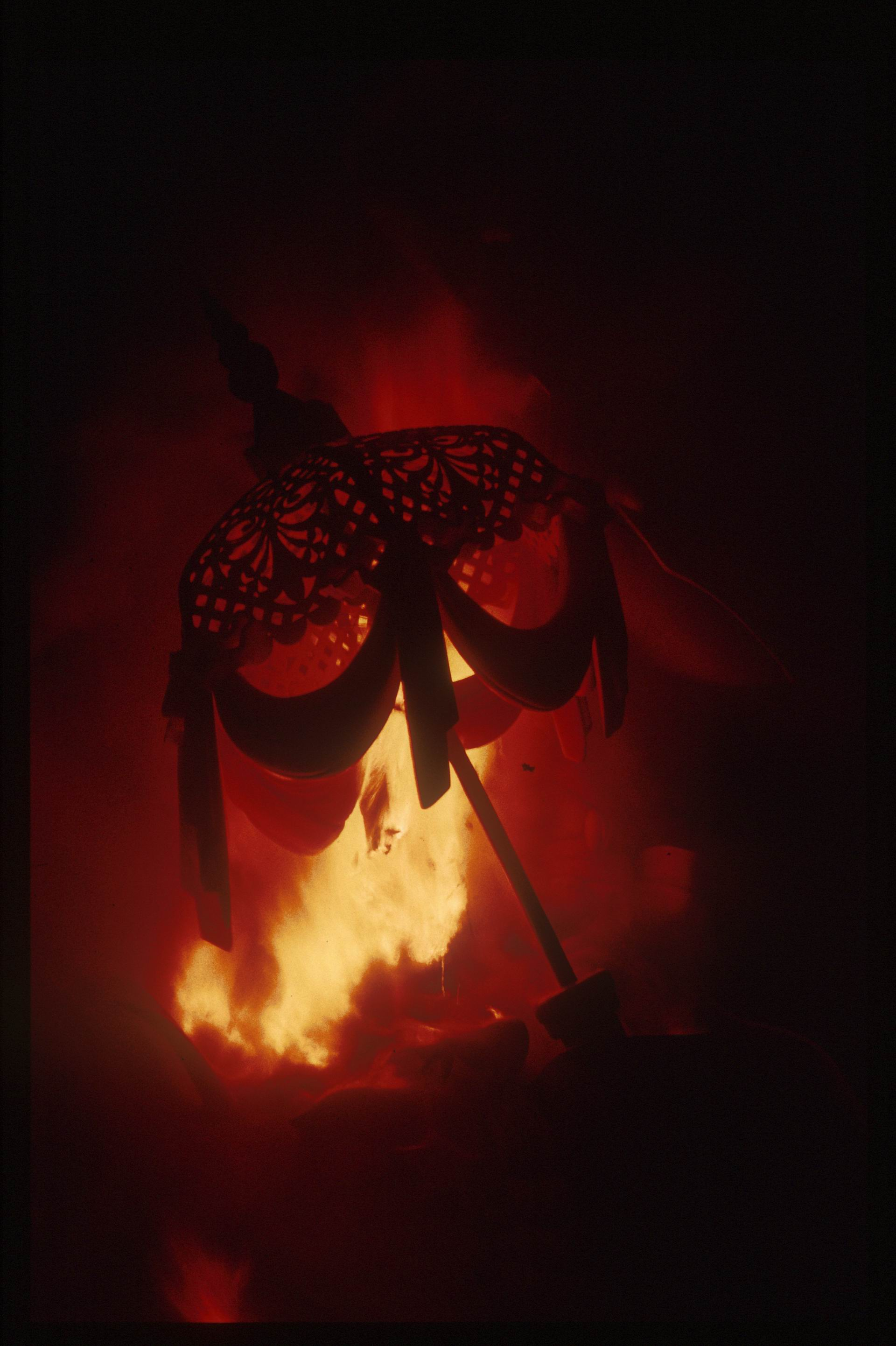
La Cremà, el 2002.

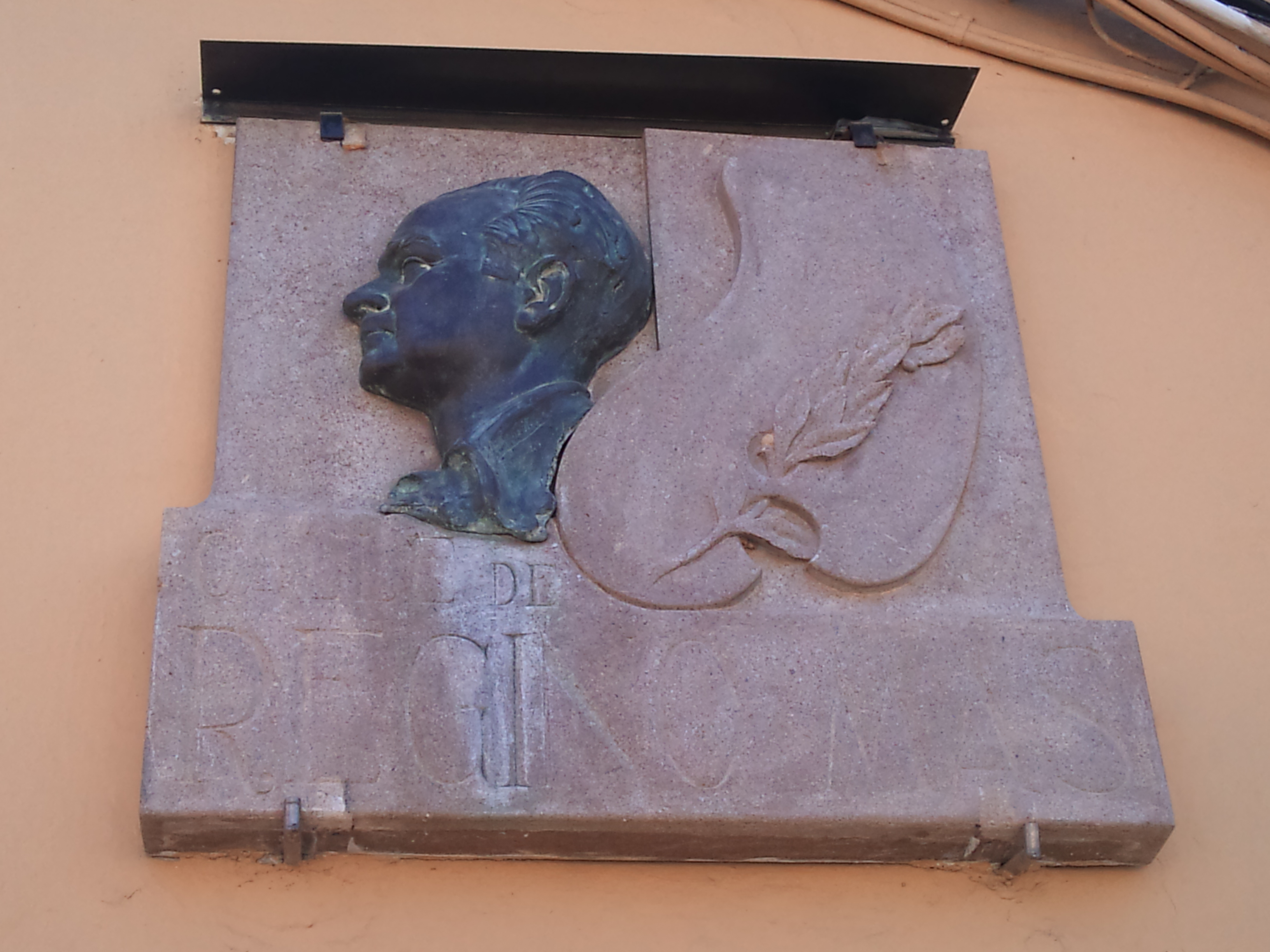
Regino Mas.

L'origen de la festa es pagà i és semblant al de les Fogueres de Sant Joan, en el sentit que prové del costum llatí de fer fogueres per a donar la benvinguda a la primavera. No obstant això, a la ciutat de València, esta tradició mil·lenària derivà en cremar els trastos vells al final de l'hivern. Segons s'ha investigat, no era costum que vinguera dels fusters, creença molt estesa.
Les festes han patit durant la seua llarga trajectòria històrica diverses modificacions. Iniciant-se amb els cadafals que eren molt populars i que es feien des de mitjan segle xviiii a les places i carrers dels barris històrics de València. Es convertiren entre aquell moment i el 1936 en la primera festa de la ciutat, superant a la festa del Corpus Christi, i guanyant una fama al territori valencià.
Les primeres dades fiables sobre la celebració de les falles es localitzen al segle xviii: el 1751 Carles Ros parlà sobre l'existència de sis o set falles a la ciutat de València on hi havia figures. Aquest costum estava consolidat durant aquest segle. El 1784 es prohibí fer fogueres als carrers, fet que provocà així que es feren a les places o cruïlles de carrers on proliferaren les falles monumentals en detriment de les simples fogueres.
Apareix entre 1800 i 1849 la primera crònica periodística sobre les falles al diari El Cid. Abans de 1850 les falles es cremaven durant la vespra de Sant Josep i es trobaven falles fetes amb fustes i mobles vells i altres amb forma de cadafal. A partir dels finals del segle xviii les falles es muntaven als espais oberts, mentre que abans es muntaven als carrers «junt a les fronteres de les cases». La festa és veïnal i no gremial, i tenia una organització d'origen popular. A causa de la censura burgesa des de 1851 les minutes sobre els temes satírics que s'anaven a representar passaven a causa de la normativa per una censura feta per l'alcalde i tenint en compte el criteri de l'arquebisbe i els capitans generals. L'excepció ocorregué del 1868 al 1870 a causa de la revolució del 1868. Entre 1850 i 1870 les falles de contingut crític eren el 75% mentre que de contingut humoristic i apologètic era del 20%. El 1855 va aparèixer el llibret de falla amb la creació de l'autor Bernat i Baldoví. Destaca com a curiosa la falla eròtica antimatrimonial plantada a Xàtiva el 1866, situada al context de l'auge d'aquesta categoria de falla.
Entre el 1885 i el 1887 es va viure una repressió per l'interés dels sectors il·lustrats i liberals.
Fins al darrer terç del segle xix les falles eren solament un festeig i eren l'element més atractiu de les festes de Sant Josep que duraven dos dies, sense programa de festes fins al 1870, i la festa va evolucionar a un caràcter més satíric i irònic i els munts de fustes es van convertir a poc a poc en cadafals més elaborats, i donat el caràcter jocós dels valencians es començaren a cremar figuretes que representaven persones o fets de l'any anterior on els ninots (figuretes iròniques) es dissenyaven i pintaven amb antelació, primer amb composicions senzilles de visió frontal i progressivament evolucionant a la falla rodada i monumental amb moltes més figures. La seua cremada significava l'alliberament d'estos fets o poder acarnissar-se amb ells.
Durant el segle xix i fins a la Guerra Civil espanyola, els cadafals van adquirir un caràcter anticlerical i sovint molt crític amb el govern local o nacional. De fet les falles no es van plantar en diverses ocasions, com en 1886 i 1896, i cap al 1920 ja havien desaparegut les falles de trastos vells. En aquesta època entrà en actiu Regino Mas, primer artista faller a passar a la història, i considerat el pare del monument faller modern, i abans de la Guerra Civil espanyola ja s'havia convertit en un gran pol turístic. Des de la fi del segle xix, l'alta burgesia valenciana va començar a vincular-se amb les falles. Abans de la Guerra civil espanyola, les falles, que eren una festa pràcticament monopolitzada pels valencianistes, va anar passant a ser controlada per la burgesa al adonar-se de la capacitat política de la festa al seu favor, cosa que es consolidaria amb el franquisme.
Amb l'arribada de la dictadura de Franco la festa va perdre gran part del seu sarcasme per la censura, encara que eren de les poques expressions públiques que durant la dictadura es podien i es feien íntegrament en valencià. Durant aquest període es crea la Junta Central Fallera (l'octubre de 1939) i s'instauraren moltes activitats religioses (per exemple, l'ofrena de flors a la Mare de Déu dels Desemparats), en principi alienes (i quasi contradictòries amb la festa original), que hui en dia són part consubstancial de la festa.
El franquisme acabà amb el pluralisme polític que caracteritzava la festa abans de la Guerra civil, convertint-les, amb ressistència del món faller, en un instrument polític mitjançant modificacions dels actes de la festa. La dreta postfranqusta local reinstrumentalitzà la festa a favor dels seus interessos conservadors, antiprogressistes, espanyolistes i blaveristes.
Des de la reinstauració de la democràcia, les falles tornaren a ser crítiques, obscenes i sarcàstiques sense cap mena de censura. Malgrat els últims 30 anys de llibertat expressiva, encara el món faller és un món prou conservador, freqüentment sexista i encara que emprava sovint un valencià secessionista basat en les Normes del Puig, hui en dia la majoria dels monuments empren la normativa oficial del valencià de l'AVL. Tot això ha motivat de vegades una crítica per part de certs ambients culturals o progressistes. La realitat, però, mostra que existeixen casals fallers amb totes les ideologies i maneres d'entendre la festa. De fet, iniciatives recents, com els campionats de Pilota valenciana amb modalitat pròpia (la Pilota blanca), concursos literaris i altres activitats demostren que l'activitat cultural de la ciutat ha de tindre les falles com a pilar bàsic.
Les festes han suposat per a la ciutat ingressos econòmics especialment per al sector de l'hoteleria. També destaca que les falles reben diners de l'Ajuntament de València, que en el cas de 2016, va ser 4,7 milions d'euros.
La festa va viure un procés de institucionalització i massificació turística que no va ser acompanyada d'una democratització de la festa. La causa d'aquesta situació és l'organització de les comissions falleres de manera convencional, determinant com s'organitza el calendari festiu de la ciutat.
Les falles foren un esdeveniment elegit per a fer protestes de caràcter polític des del 2012 fins a l'actualitat conegudes i autodenominades intifalles.
El 2013, un home morí perquè no va poder arribar a l'hospital a causa del tall dels carrers fet per les falles a València. El Tribunal Superior de Justícia de la Comunitat Valenciana condemnà l'ajuntament per no tindre mesures d'evacuació previstes a indemnitzar la família de l'home mort infartat amb 6.000 euros.
En 2016 varen ser reconegudes com a Patrimoni Immaterial de la Humanitat per la UNESCO.
El 2017 l'Ajuntament de València posà en marxa un premi per a la falla que reflectisca els valors de la integració i la igualtat. El premi és diu Premi Caliu, pot guanyar-lo falles adscrites a la Junta Central Fallera i la primera edició dotava als premiats d'uns 7.000 euros, amb cinc premis de 3.000, 2.000, 1.000 i dos de 500 euros.
El 2018 es publicà un informe fet per l'Institut Nacional d'Estadística que aportà dades contràries a les que popularment s'han afirmat d'1 milió de turistes ocupant València per Falles. L'informe troba que són 100.000 persones.
El 2019, una investigació periodística feta per El Temps va trobar que hi havia comissions falleres amb relació amb les classes altes valencianes, com són Juan Roig, Jesús Barrachina i Vicente Boluda amb Convent Jerusalem-Matemàtic Marzal i Rafael Ferrando amb Isabel la Católica-Cirilo Amorós.
El 10 de març de 2020, el president de la Generalitat Valenciana, Ximo Puig, anuncia l'ajornament de les Falles del 2020 amb motiu de l'epidèmia del Covid-19 i com a mesura de prevenció davant el número de visitants i desplaçaments previstos als actes de la festa fallera.

## Activitats falleres
Després de la crida, que es fa unes setmanes abans de començar la festa, quan ja s'ha elegit la nova fallera major, comencen moltes activitats falleres en els casals i per la Junta Central Fallera. No obstant això, és a partir de l'1 de març que cada dia (fins al 19 inclòs) es disparen les mascletades a la Plaça de l'Ajuntament de València. Els dissabtes a la nit de la setmana de Març tenen lloc la Cavalcada del Ninot i la Cavalcada del Regne). A partir del dia de la plantà, molts casals organitzen cada dia despertades cap a les 8 del matí, mascletades cap a la 1-2 del migdia, cordades a les nits. Una despertada és un tipus de cercavila que se sol fer enjorn en les festes populars valencianes, que consisteix a despertar el barri o el poble on se celebra, fent ús de masclets o petards i opcionalment amb acompanyament musical com dolçaina i tabalet o bandes de música. Tradicionalment, les despertades es feien amb petards anomenats trons de bac, que esclataven amb el xoc d'aquests contra el sòl, però per culpa de l'elevat perill que suposaven per a la ciutadania, es retiraren del mercat. Actualment estan permesos només per a la celebració de les esmentades despertades.
Els dies 17 i 18, a la Plaça de la Mare de Déu, totes les falleres majors i infantils fan una ofrena de flors a la Mare de Déu dels Desemparats. L'ajuntament organitza focs d'artifici (denominats castells) els últims dies, generalment a la llera del riu Túria. La nit del 18 és la nit gran, coneguda com la Nit del Foc, quan es dispara el castell de focs d'artifici més important (acabada l'ofrena de flors) i es disparen coets i es balla pels carrers fins de bon matí. El dia 19 a la nit és la cremà, es cremen les falles (les infantils a les 22 h, la infantil guanyadora a les 23 h, les normals a les 24 h, i una hora més tard la guanyadora i la de la plaça de l'Ajuntament). Acabada la cremà es replega ràpidament i és una nit trista i en la qual es comença ja a pensar en les falles de l'any vinent.

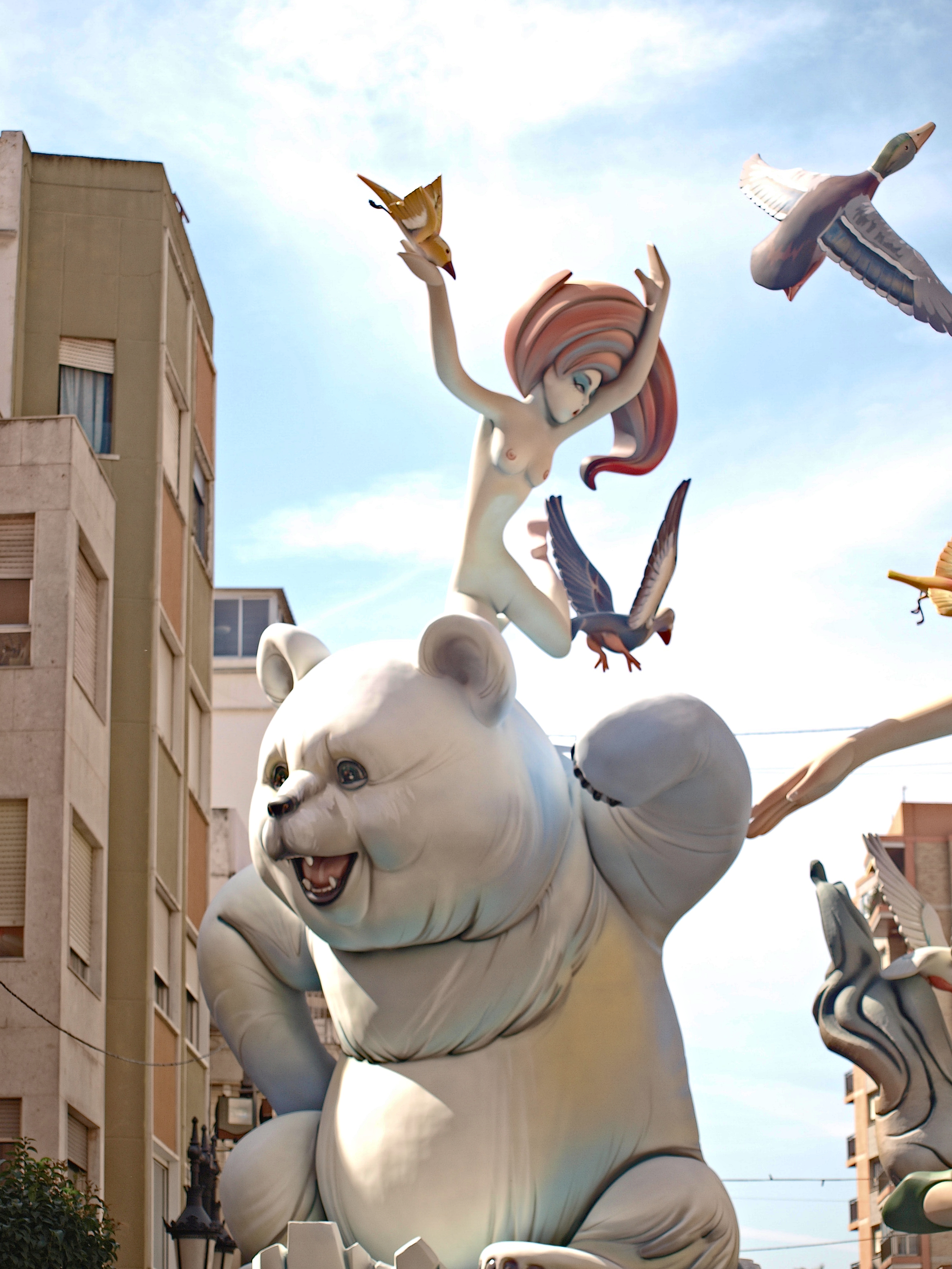
Remat d'una falla de Cullera (2014)

## Remat
En lèxic faller, s'anomena «remat» la part central i de més volum d'una falla. Sol representar el tema o lema del monument, i la mida pot ser de dos a tres metres en les falles infantils, o de quatre a vint metres en les grans. Pot constar d'una o diverses figures, i a banda de la grandària i de l'acabat, és valorat per la perícia de l'artiste per a crear equilibris complexos, per la qual cosa està subjecte a caigudes pel propi pes o per l'oratge.

## Crítiques
La Confederación Valenciana de la Pequeña y Mediana Empresa (Pymev) criticà el tall dels carrers de València perquè es fa una setmana abans de l'inici de les festes amb motiu d'aquestes.
Lluís Torró, d'Esquerra Unida del País Valencià, demanà el 2010 a les Corts Valencianes que s'elaborara un informe sobre l'impacte de les festes, la introducció de criteris de sostenibilitat i innovació estètica als Premis de les falles, la prohibició de l'ús del poliestirè plàstic en la construcció de les falles, i que hi haja un control sobre la contaminació química, lumínica, de residus sòlids i acústica que afecta el medi ambient i a la qualitat de la vida de les persones.

## Vídeos
- Presentació de l'Associació de Falles Innovadores i Experimentals.
- Plantà de la Falla del Pilar de 2013.
- Falla de la Mercé 2013.
- Plantà de la Falla Na Jordana 2014 (Tirant lo Banc), pintant ninots d'Ortifus.